# Rita Bennett
Rita Ann Bennett (nata Brandon, poi Ackerman e infine Morgan) è un personaggio protagonista del romanzo La mano sinistra di Dio e della serie televisiva Dexter. È interpretata, nella serie TV, da Julie Benz.
Presente nella prima, seconda, terza e quarta stagione di Dexter, Rita è la fidanzata di Dexter Morgan, nonché la sua futura moglie.

## Biografia

### Prima stagione
Rita viene presentata come madre di due figli che lentamente si sta riprendendo dagli abusi del suo ex-marito Paul. Dexter le è stato presentato da Debra, dopo che aveva chiamato la polizia per denunciare una violenza domestica. Tra lei e Dexter si sviluppa dapprima un'amicizia, rassicurante per entrambi, poi, a seguito di un gesto mal inteso, essa sfocia in una relazione. Per Dexter è un modo di mantenere la copertura del serial killer,  Rita invece via via tenta comunque di instaurare una vero rapporto con lui, anche se è del tutto ignara di come egli passi il tempo in sua assenza. I continui abusi subiti l'avevano indotta a non cercare il sesso in una relazione, cosa che a Dexter non dispiaceva affatto. Dopo che Paul rifiuta di firmare il divorzio in prigione, Rita gli offre la possibilità delle visite settimanali; tuttavia una notte piomba a casa ubriaco e Rita lo fa entrare malvolentieri, ma poi quando Paul tenta di aggredirla la donna si difende riempendolo di botte con una mazza da baseball. Successivamente lui le fa causa per ottenere la custodia dei figli, ma Dexter avendone abbastanza dopo che Paul aveva cercato di violentare Rita la sera prima e per aver cercato di portarle via i figli a cui Dexter si è legato decide di farlo uscire dalla vita di Rita per sempre. Dexter steso Paul fa in modo di farlo trovare dalla polizia in possesso di droga e farlo finire definitivamente in prigione e Rita lo abbandona al suo destino e l'uomo viene successivamente in galera.

### Seconda stagione
Dopo un anno, la relazione tra Rita e Dexter diventa tormentata. Ella viene a sapere cosa ha fatto a Paul anche se poi Dexter gli rivela di averlo fatto per proteggere lei e i bambini cosa che Rita comprende e accetta ma sospetta che anche lui assuma eroina e lo costringe a seguire un incontro di tossicodipendenti anonimi, minacciandolo di lasciarlo se si rifiuta e di malavoglia Dexter accetta di andarci. Rita inizia però a sospettare che Dexter abbia una relazione con Lila, la sua sponsor, e rompe con lui. Nel frattempo sua madre viene a vivere da lei, influendo sulla vita sua e dei figli. Essi continuano tuttavia a trattare con Dexter e, dopo che quest'ultimo le rivela che Lila è stato il suo più grande errore, Rita decide di dargli un'altra possibilità soprattutto per i sentimenti che lei prova ancora nei confronti dell'uomo.

### Terza stagione
Rita è entusiasta della sua relazione con Dexter, ma inaspettatamente si ritrova incinta. Conscia che l'essere stata madre è stato uno dei pochi successi della sua vita, decide di tenere il bambino e di lasciar decidere a Dexter quale ruolo voglia avere nella vita del bimbo. Quando Dexter sceglie di stare accanto al figlio, propone allo stesso tempo a Rita di sposarlo e quest'ultima accetta. Tuttavia Rita finisce col perdere il lavoro di receptionist ma per suo interessamento viene assunta da Sylvia, la moglie di Miguel Prado, come propria assistente nella vendita di immobili. Successivamente Dexter scopre che Rita si era già sposata una prima volta quando aveva sedici anni ma, dacché è un segreto che lei preferisce non rivelargli, Dexter non gliene fa cenno. Dopo l'uccisione dello Scorticatore, Rita e Dexter si sposano  promettendosi vicendevolmente che si sosterranno l'un l'altra.

### Quarta stagione

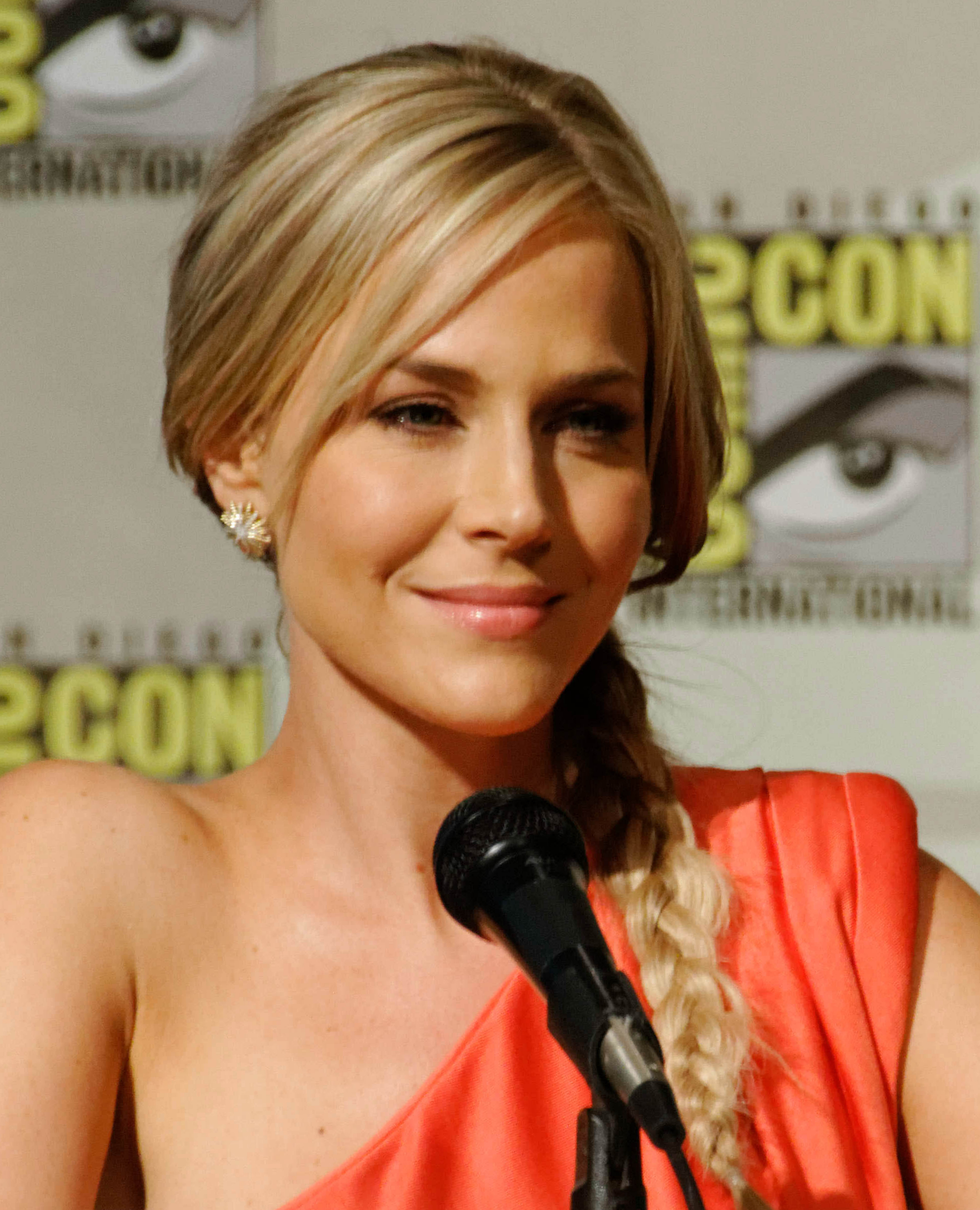
Julie Benz nel 2012 al San Diego Comic-Con International

Dopo la nascita del figlio Harrison, Rita e Dexter vanno a vivere in periferia. La donna comincia a notare una serie di bugie del marito, come quando mente sulle dinamiche dell'incidente stradale che stava per ucciderlo. Rita e Dexter vanno così da un consulente matrimoniale, che aiuta loro a risolvere i problemi di coppia e a far tornare la pace tra i due. Tuttavia il vicino di casa, Elliot, fa la corte a Rita, baciandola e puntualizzando sul fatto che Dexter la lascia sempre sola a casa. Rita inizialmente non si tira indietro quando viene baciata, ma si ferma prima che la situazione si evolva in qualcosa di più e decide di dirlo a Dexter. La sera seguente si affaccia alla finestra e vede il marito colpire con un pugno il vicino di casa, e quando Dexter rientra gli dice di essere fiera di lui. Dopo qualche giorno Rita viene chiamata dall'ufficio dello sceriffo per prelevare Dexter dalla cella; Rita rincuora il marito dicendogli che è parte integrante della famiglia e che quando in galera ci finiva Paul, per lei era un sollievo. Dexter prega Rita affinché parta prima per la luna di miele, ma a causa di un imprevisto in aeroporto deve far ritorno a casa. Nel frattempo aveva lasciato un messaggio sulla segreteria vocale del marito, che una volta giunto a casa la ascolta e sente il suo cellulare suonare dall'altra parte della stanza: Rita si trova esanime nella vasca da bagno piena di sangue, uccisa nello stile di Trinity Killer.

### Quinta stagione
Dexter si sente profondamente dispiaciuto e responsabile della morte di Rita, e per la prima volta si accorge di aver provato dei veri sentimenti nei suoi confronti. Per cercare di sentirsi meglio, Dexter decide di aiutare Lumen ad uccidere un gruppo esperto di stupratori (in cui c'è anche il noto Jordan Chase) che l'ha traumatizzata. Nonostante Dexter sia contento di aver aiutato Lumen ad aver trovato la pace, lui non è comunque riuscito a superare il trauma e a riempire il vuoto causato dalla morte di Rita.

## Differenze col romanzo
Nella serie cartacea l'amore di Dexter per Rita sembra meno sincero che nella serie TV; lui la considera semplicemente una parte della sua copertura. Tuttavia la loro relazione non subisce tutti i problemi che si susseguono invece nel corso del telefilm. Anche il fatto che sia stata Debra a combinare l'incontro è tutto frutto degli sceneggiatori televisivi; Dexter e Rita sono fidanzati ne Il nostro caro Dexter e si sposano alla fine di Dexter l'oscuro. Inoltre nel libro Rita è una fanatica dell'aerobica, lei e Dexter sono soliti correre per 5 km, fare giri in bici e così via. Nella serie Rita viene addirittura uccisa, cosa che non avviene nel romanzo.